# سوق نوة (بكيل المير)

تعديل مصدري - تعديل

سوق نوة هي إحدى قرى عزلة صبران بمديرية بكيل المير التابعة لمحافظة حجة، بلغ تعداد سكانها 13 نسمة حسب تعداد اليمن لعام 2004.